# Oregon Zoo
Oregon Zoo – ogród zoologiczny założony w 1888 roku w mieście Portland w stanie Oregon. Ogród ma powierzchnię 26 ha, zamieszkuje go 1 800 zwierząt z 230 gatunków.
Ogród należy do Światowego Stowarzyszenia Ogrodów Zoologicznych i Akwariów (WAZA).